# 神田町 (薩摩川内市)
神田町（かんだちょう）は、鹿児島県薩摩川内市の町。旧川内市神田町。郵便番号は895-0052。人口は187人、世帯数は94世帯（2020年10月1日現在）。神田町の全域で住居表示を実施している。

## 地理
薩摩川内市の西部に位置する。字域の北方には東開聞町、南方には冷水町、東方には西向田町、西方は若松町にそれぞれ接している。
字域の南方には薩摩川内市役所や北薩地域振興局などの行政施設があり、薩摩川内市の中心を担っている。また、北端には鹿児島県道43号川内串木野線が通っており、南端には隈之城川が流れている。

### 町名の由来
「神田町」という町名は分割前の向田町の旧小字名に由来している。

## 歴史

### 前史
1929年（昭和4年）に薩摩郡隈之城村・東水引村・平佐村が対等合併し川内町が発足した。これに伴って現在の神田町の区域に置かれていた薩摩郡役所跡地に川内町役場が置かれた。1940年（昭和15年）2月11日には川内町が市制施行し川内市となったのに伴い、川内町役場は川内市役所となった。
第二次世界大戦中の1945年（昭和20年）7月30日のアメリカ軍による川内市に対する空襲によって川内市街地は焦土と化し、川内市役所も焼失した。以降平佐西国民学校（現在の薩摩川内市立平佐西小学校）、川内国民学校（現在の薩摩川内市立川内小学校）を仮事務所とし、1948年（昭和23年）3月に土地の寄贈を受け西向田町に正式に移転した。第二次世界大戦終戦後は戦災復興計画により土地区画整理事業が行われ、同時に現在の国道3号を中心とした都市計画道路や都市公園が整備された。

### 神田町の設置以降
1965年（昭和40年）4月1日に向田町の一部の区域において住居表示に関する法律に基づき街区方式による住居表示が実施されることとなった。それに伴い同日付で町名・地番の変更が行われ川内市向田町の一部より、川内市の町「神田町」として設置された。
1976年（昭和51年）12月27日には、第二次世界大戦の終戦直後から西向田町に置かれていた川内市役所は老朽化のため、神田町の1,275,970平方メートルの区域に新築移転した。
2004年（平成16年）10月12日に川内市、東郷町、入来町、祁答院町、樋脇町、下甑村、上甑村、鹿島村、里村が新設合併し薩摩川内市が設置された。この市町村合併に伴い設置された法定合併協議会において川内市の町・字については「現行通りとする。」と協定されたため、名称の変更は行われずに薩摩川内市の町となった。また、それまでの川内市役所は薩摩川内市役所となった。

### 町域の変遷
| 変更後         | 変更年             | 変更前         |
| -------------- | ------------------ | -------------- |
| 神田町（新設） | 1965年（昭和40年） | 向田町（一部） |

## 人口
以下の表は国勢調査による小地域集計が開始された1995年以降の人口の推移である。
| 年                 | 人口 |
| ------------------ | ---- |
| 1995年（平成7年）  | 226  |
| 2000年（平成12年） | 272  |
| 2005年（平成17年） | 241  |
| 2010年（平成22年） | 248  |
| 2015年（平成27年） | 190  |
| 2020年（令和2年）  | 187  |

## 施設

### 公共
- 薩摩川内市役所（事業所郵便番号：895-8650）[23]
  - 薩摩川内市土地開発公社[24]
- 鹿児島県北薩地域振興局[25]
- 鹿児島県原子力防災センター（オフサイトセンター）[26]
  - 原子力規制委員会川内原子力規制事務所[27]
- 向田公園
- 隈之城川公園駐車場[28]

### その他

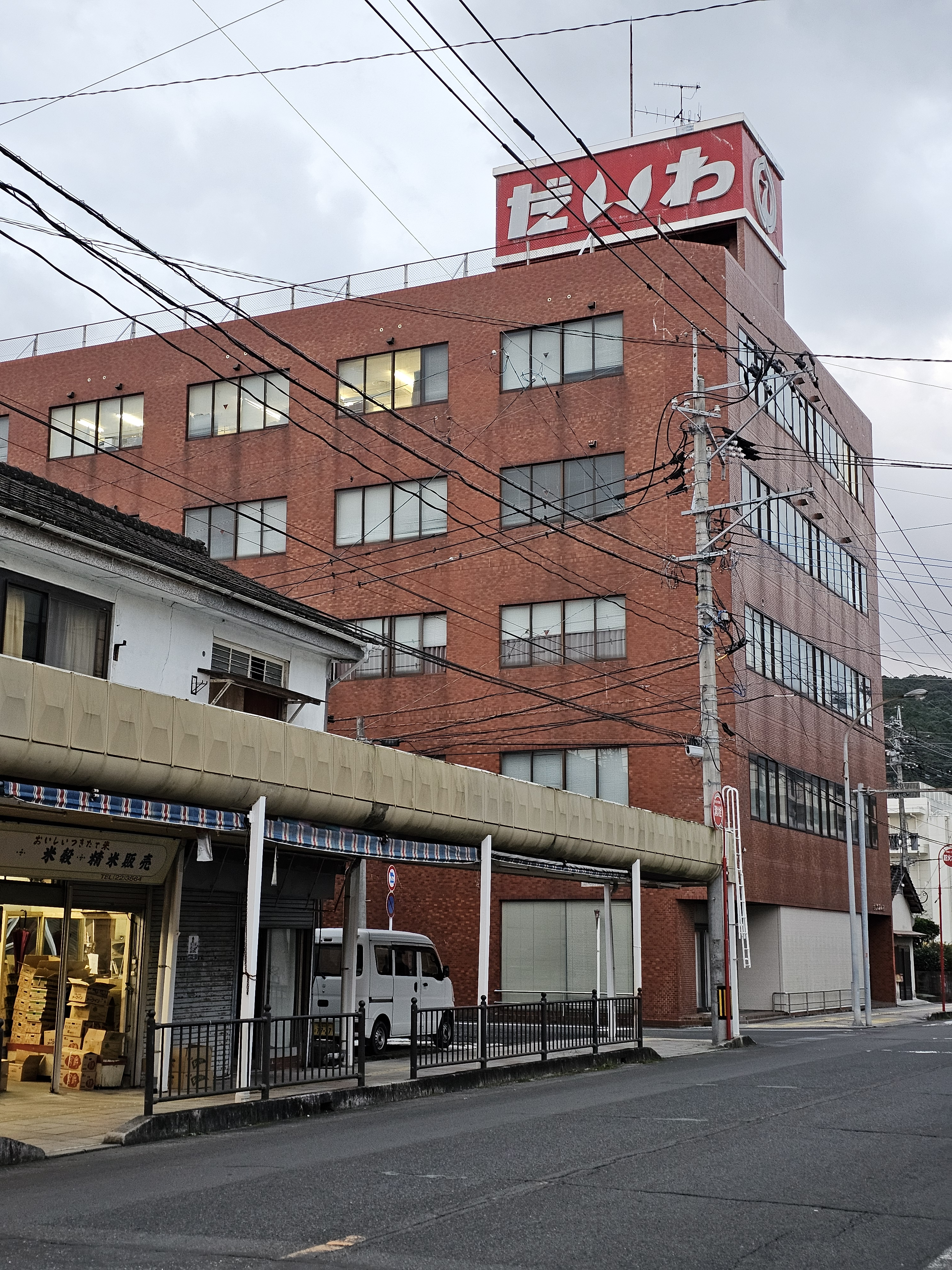
だいわ本部

- だいわ本部

## 小・中学校の学区
市立小・中学校の学区（校区）は以下の通りである。
| 町丁   | 番地 | 小学校                 | 中学校                     |
| ------ | ---- | ---------------------- | -------------------------- |
| 神田町 | 全域 | 薩摩川内市立川内小学校 | 薩摩川内市立川内中央中学校 |

## 交通

### 道路
主要地方道
- 鹿児島県道43号川内串木野線